# Ръчен набор
Ръчен набор (на английски: Movable type) в книгопечатането и полиграфията е метод на набиране на текст с подвижни компоненти за съставянето на документ (обикновено букви, цифри и пунктуационни знаци) с цел отпечатване върху хартия.
Първите сведения за печат върху хартия с подвижни порцеланови букви датират от около 1040 г. и се свързват с името на китайския изобретател Би Шан (990 – 1051). Най-старата книга, отпечатана с метални подвижни букви, е направена в Корея през 1377 г.
Развитието на книгопечатането в Европа стартира около 1450 г., когато Йоханес Гутенберг пръв в света конструира механично задвижвана дървена печатна преса. Освен това създава технология за масово производство с подвижни елементи за набор на текста, използва мастило на маслена основа. Съчетаването на тези елементи в практична система дава възможност за масово производство на печатни книги и това се оказва икономически изгодно както за печатарите, така и за читателите. Важен фактор за успеха на неговата система е малкият брой букви в европейските езици. Гутенберг първи създава отделни метални букви, подходящи за многократно използване, като ги излива от сплав от олово, калай и антимон и тази система се запазва през следващите 550 години.
Този метод на ръчно подреждане на отделните елементи в печатната страница се оказва много по-бърз от предходната ксилография с дървени блокчета. Металните букви са здрави, много по-еднакви по размер и могат да се произвеждат в различни форми (шрифтове). Високото качество и относително ниската цена на първата печатна книга – Библията на Гутенберг (1455)утвърждават предимствата на ръчния набор с метални букви в Европа и книгопечатането се разпространява бързо, допринасяйки за настъпването на Ренесанса. .